# 塔蒂亞娜·米寧娜
塔蒂亞娜·亞歷克斯耶夫娜·米寧娜（俄语：Татьяна Алексеевна Минина，1997年4月18日—），舊姓庫戴佐娃（Кудашова），是一名俄羅斯女子跆拳道運動員。她曾經獲得2017年世界跆拳道錦標賽及2019年世界跆拳道錦標賽女子53公斤級銀牌。

## 外部連結
- TaekwondoData.com （页面存档备份，存于）